# Upper Kalskag
Upper Kalskag ist ein Ort mit dem Status einer City in der Bethel Census Area in Alaska. Der Ort wird auch als Kalskag bezeichnet. Das U.S. Census Bureau hatte bei der Volkszählung 2020 eine Einwohnerzahl von 212 ermittelt. Das Eskimo-Dorf liegt im Yupik-Sprachenraum.

## Geographie
Upper Kalskag oder Kalskag befindet sich im Südwesten von Alaska am rechten Flussufer des Kuskokwim River, 114 km nordöstlich vom Verwaltungszentrum Bethel. Der 19 m hoch gelegene Ort befindet sich im Yukon-Kuskokwim-Delta. Upper Kalskag befindet sich am Rande des Yukon Delta National Wildlife Refuge. Von Upper Kalskag führt eine Straße zum 3,5 km südwestlich gelegenen Lower Kalskag. Upper Kalskag verfügt über einen Flugplatz. Winterpfade existieren zum 60 km nordwestlich gelegenen Russian Mission und zum 44 km östlich gelegenen Aniak.

## Geschichte
Der Ort erschien als "Kaltkhagamute" im Zensus 1880 mit einer Einwohnerzahl von 106. Auf einer Landkarte von I. Petroff vom U.S. Geological Survey (USGS) lag der Ort als "Kal-tchagamut" 6,5 km südwestlich vom heutigen Dorf Kalskag am rechten Ufer eines Slough (Flussarm, Wasserstraße). Dessen Bevölkerung zog später nach Kalskag und Lower Kalskag. Upper Kalskag ist überwiegend römisch-katholisch, Lower Kalskag ist überwiegend russisch-orthodox. Im Jahr 1975 erhielt Upper Kalskag den Status einer City.

## Demografie
Zum Zeitpunkt der Volkszählung im Jahre 2020 (U.S. Census 2020) hatte Upper Kalskag 212 Einwohner auf einer Landfläche von 9,21 km². Von den Einwohnern waren 15 Weiße sowie 182 amerikanisch-indianischer Abstammung.
Beim Zensus im Jahr 2000 wurden 230 Einwohner gezählt, 2010 waren es 210.